# Minami Kota
Kota Minami (sinh ngày 1 tháng 5 năm 1979) là một cầu thủ bóng đá người Nhật Bản.

## Sự nghiệp câu lạc bộ
Kota Minami đã từng chơi cho Mito HollyHock.